# Trận Hồng Cúm
Trận Hồng Cúm, từ ngày 31 tháng 3 đến 7 tháng 5 năm 1954, là trận đánh quan trọng của chiến dịch Điện Biên Phủ. Mục tiêu của Quân đội Nhân dân Việt Nam trong trận này là bao vây cô lập (nhưng không đánh dứt điểm) trung tâm đề kháng Isabelle (Phân khu Nam Điện Biên Phủ), mà phía Việt Nam gọi là Hồng Cúm, để ngăn không cho quân Pháp tại đây kéo về chi viện cho Phân khu trung tâm hoặc phá vây chạy sang Lào.

## Bối cảnh

### Pháp
Cụm cứ điểm này được Pháp đặt tên là Isabelle, gồm ba đồn đóng liền nhau là đồn A ở bờ bắc sông Nậm Rốm, đồn B và C ở bờ nam, cạnh đấy có một sân bay chạy dài theo đường 41.
Mục đích của Pháp khi lập ra cụm cứ điểm này là để làm cho Mường Thanh không bị trơ trọi, để hai cụm cứ điểm có thể che chở, yểm hộ cho nhau bằng pháo binh, xe tăng và cả bộ binh. Với cách chiếm đóng đó, Mường Thanh ở vào giữa, phía bắc có một phân khu gồm các vị trí kiên cố như Him Lam, đồi Độc Lập, Bản Kéo, và phía nam có phân khu Hồng Cúm, quân Pháp có thể khống chế toàn bộ lòng chảo Điện Biên Phủ, bảo đảm cho quân đội cơ động và chi viện lẫn nhau trong tấn công cũng như trong phòng ngự.
Dùng Hồng Cúm bám chặt con đường 41, Pháp còn mong tiến tới mở rộng phạm vi chiếm đóng, nối liền tuyến Điện Biên Phủ với Mường Khoa và Phông-xa-lỳ dọc sông Nậm U trên đất Thượng Lào, khiến cho "con nhím" Điện Biên Phủ bớt chơ vơ giữa núi rừng Tây Bắc. Đây cũng là nơi tiếp nhận quân tăng viện và đồ tiếp viện từ Hà Nội trong trường hợp sân bay Mường Thanh bị uy hiếp. Khi tập đoàn cứ điểm có nguy cơ bị tiêu diệt thì nó là cái "cửa sau" mở đường chạy sang Thượng Lào cũng như đón quân từ Lào sang ứng cứu.
Quân Pháp tại đây do Trung tá (sau thăng Đại tá) André Lalande (La-lăng-đơ) chỉ huy, gồm hai tiểu đoàn Âu Phi là tiểu đoàn III/3e REI (Tiểu đoàn 3 thuộc trung đoàn bộ binh lê dương số 3), tiểu đoàn II/1er RTA (tiểu đoàn 2 thuộc trung đoàn bộ binh Algérie số 1)', 2 đại đội phụ lực quân người Thái trắng, một tiểu đoàn pháo 105 ly, 1 đại đội súng cối 120mm và một trung đội xe tăng. Phân khu gồm năm cứ điểm nằm trên địa hình bằng phẳng, được đánh số từ 1 đến 5. Các cứ điểm 1, 2, 3, 4 đều ở phía tây đường 41 liên kết khá chặt chẽ với nhau bằng một hệ thống giao thông hào và chiến hào. Riêng cứ điểm số 5 bảo vệ phía nam sân bay Hồng Cúm, nằm hơi đột xuất về phía đông đường 41. Việt Nam thì chia phân khu Hồng Cúm làm ba khu A, B, C. Các khu A, B gồm những cứ điểm ở tây đường 41. Khu C nằm ở phía đông đường 41 cùng với sở chỉ huy phân khu và pháo binh.
Về cơ bản, Pháp bố trí như vậy là để phát huy uy lực của pháo binh (105mm và 155mm, với tầm bắn hiệu quả là khoảng 4 đến 8 km). Đây là cách bố trí cổ điển, phần lớn các hệ thống phòng thủ đều tuân theo cách này. Theo đó pháo ở Hồng Cúm sẽ yểm hộ Mường Thanh và ngược lại. Bố trí thì Hồng Cúm có 8 khẩu 105mm, Mường Thanh 12 khẩu 105mm và 4 khẩu 155mm; sau có tăng cường. Tổng quân số ở Hồng Cúm là khoảng hơn 2.000 người.

### Quân đội Nhân dân Việt Nam
Hồng Cúm bao bọc tứ bề là ruộng, từ rìa lòng chảo vào là khoảng 3 đến 4 km, triển khai bộ đội không dễ dàng như với Mường Thanh và phân khu bắc. Đây là điểm bất lợi cho Quân đội Nhân dân Việt Nam và cũng là điểm lợi thế cho 16 khẩu pháo lớn và 16 khẩu cối 120mm (ở Mường Thanh), hoả lực máy bay và đám xe tăng của Pháp.
Bộ chỉ huy chiến dịch Quân đội Nhân dân Việt Nam nhận định:
- Hồng Cúm ở xa phía nam lòng chảo, nếu tập trung mạnh tại Hồng Cúm, đánh xong sẽ phải triển khai lại hoàn toàn để đánh Mường Thanh, đây là điểm bất lợi.
- Để đánh Hồng Cúm, tức là hậu cần phải đi vòng qua Mường Thanh, khó có thể bảo đảm sự an toàn cho tuyến hậu cần khi mà đối với Mường Thanh chỉ đánh kiềm chế.

Do vậy, Kế hoạch tác chiến là bao vây Hồng Cúm, tiêu diệt Mường Thanh. Trung đoàn 57 của Đại đoàn 304, được tăng cường một tiểu đoàn của Đại đoàn 316, có nhiệm vụ xây dựng một trận địa hình cánh cung, chạy từ đông sang tây, cắt rời phân khu Hồng Cúm khỏi khu trung tâm Mường Thanh.
Tại mặt trận Hồng Cúm, tuy không phải là tâm điểm của cuộc chiến song lại chiếm giữ một vị trí khá quan trọng. Nếu ban đầu, Hồng Cúm chỉ là một cứ điểm, nay đã phình to ra thành cụm cứ điểm, cũng có đủ sân bay, pháo binh, có thể cùng Mường Thanh yểm hộ lẫn nhau. Vì thế, trong bàn cờ Điện Biên Phủ, mặt trận phía Nam không chỉ ở thế phải kiềm chế, cô lập, ngăn không cho Pháp viện trợ tới Hồng Cúm mà còn phải từng bước thọc sâu, phá rào mở cửa tấn công cứ điểm, tiến vào trung tâm phân khu Hồng Cúm.
Làm nhiệm vụ ấy, QĐNDVN có lợi thế là ở trên cao đánh địch ở dưới thấp, ở quanh núi vây địch giữa thung lũng, dùng núi khống chế đồng bằng, khiến địch ở vào thế hết sức bất lợi. Chỗ mạnh của Pháp là đã xây dựng xong tập đoàn cứ điểm dựa lưng vào nhau, có bãi dây kẽm gai và mìn dày từ 50 đến 70 mét, đã tổ chức lưới lửa đạn dày đặc và chặt chẽ, có pháo binh mạnh yểm hộ (ngoài một tiểu đoàn pháo tại chỗ, còn có pháo ở Mường Thanh bắn chi viện), lại có xe tăng vận động dễ dàng dọc đường 41. Muốn cắt đứt Hồng Cúm ra khỏi Mường Thanh, QĐNDVN phải quần nhau với địch giữa cánh đồng bằng phẳng dưới tầm hoả pháo dày đặc và các loại máy bay chiến đấu của Pháp giữa ban ngày, trong khi về thực lực thì chẳng những kém Pháp về trang bị vũ khí, mà về quân số cũng không có ưu thế.

## Diễn biến

### Cuộc phản công của Pháp từ Mường Thanh
Từ đêm ngày 23 tháng 3, giao thông hào và chiến hào của trung đoàn 57 đã hình thành một trận địa liên hoàn siết chặt quanh Hồng Cúm, cắt rời nó với phân khu trung tâm, chấm dứt việc hạ cánh của máy bay trên đường băng tại đây. Pháp nhiều lần định nống ra đều bị đánh bật trở lại. Trừ việc chi viện bằng hỏa lực từ xa cho khu trung tâm, những hoạt động khác bằng bộ binh, cơ giới của Hồng Cúm đều bị loại trừ.
Trước nguy cơ con đường hành lang giữa Hồng Cúm và khu trung tâm bị cắt, tập đoàn cứ điểm tách làm đôi, De Castries đưa Tiểu đoàn Dù lê dương số 1 (1er BEP) và xe tăng ra phản kích nhưng không đánh bật được chốt của trung đoàn 57. Ngày 27 tháng 3, Castries quyết định trao cho Thiếu tá Marcel Bigeard, chỉ huy trưởng Tiểu đoàn Dù thuộc địa số 6 (6e BPC), giữ nhiệm vụ phụ tá cho Chỉ huy trưởng Phân khu Trung tâm, Trung tá Pierre Langlais, đặc trách lực lượng phản kích. Bigeard cũng được giao nhiệm vụ tổ chức một lực lượng xung kích đánh bật các điểm chốt giữ của trung đoàn 57 Việt Nam, đồng thời loại trừ một đơn vị pháo cao xạ mới xuất hiện ở phía tây.
Bigeard quyết định sử dụng một lực lượng thật mạnh gồm những tiểu đoàn khá nhất vào nhiệm vụ, gồm Tiểu đoàn Dù xung kích số 8 (8e BPC) của Đại úy Pierre Tourret (Tua-rê), Tiểu đoàn Dù lê dương số 1 (1er BEP) của Thiếu tá Maurice Guiraud (Ghi-rô), Tiểu đoàn Dù lê dương số 6 (6e BPC) của Đại úy Thomas (người thay Bigeard), Tiểu đoàn 3 bộ binh lê dương của Thiếu tá Clémençon (Clêmăngxông) và đại đội xe tăng của Đại úy Yves Hervouët (Hécvuê). Lực lượng xung kích còn được hỗ trợ bởi pháo binh và không quân.
Bigeard biết có một trung đoàn của Đại đoàn 308 ở hướng này, mà Pháp tưởng lầm là trung đoàn 36, cho rằng cuộc hành binh chỉ có thể thành công nếu giữ được bất ngờ. Theo kế hoạch, trận đánh sẽ bất thần mở đầu bằng một loạt pháo cấp tập trúng mục tiêu. 12 khẩu pháo 105, 2 khẩu 155 ly, 12 khẩu cối 120 ly sẽ làm việc này từ 6 giờ ngày 28 tháng 3. Binh lính dù, lê dương và xe tăng khai thác tình trạng hỗn độn của đối phương do pháo gây ra, nhanh chóng tiến công. 6 giờ 30, không quân oanh tạc trận địa ngăn không cho viện binh đối phương tiếp cận. Sẽ lập tức rút lui trước khi kẻ địch chỉnh pháo bắn vào khu vực. Bigeard đã nhận thấy một nhược điểm của pháo binh Việt Nam là các khẩu đội đều bố trí phân tán trong hầm sâu, phải mất nhiều thời gian khi chuyển sang một mục tiêu mới.
Sáng ngày 28, một đơn vị của trung đoàn 102 ở Pe Luông được lệnh di chuyển bàn giao lại trận địa cho trung đoàn 88. Trung đoàn 88 đưa đại đội 229 của tiểu đoàn 322 ra phòng ngự ban ngày đề phòng quân Pháp phản kích. Sương mù còn dày đặc. Cán bộ đại đội đi xem xét chiến hào, đặt kế hoạch tác chiến, điều chỉnh lại các tổ súng máy.
Trung đội 8 bố trí ở tuyến tiền duyên đang sửa sang lại các hầm hố chiến đấu thì đột nhiên tiếng súng máy nổ vang. Từ trong màn sương, quân Pháp xông tới rất đông. Thấy trời nhiều sương mù, máy bay không thể hoạt động đúng giờ quy định, Bigeard thay đổi kế hoạch, cho xe tăng cùng với tiểu đoàn 1er BEP dừng lại phía sau làm lực lượng dự bị, chưa sử dụng pháo binh, đưa ba tiểu đoàn dù và lê dương bí mật đột kích vào trận địa.
Trung đội 8 phải đối phó với cuộc xung phong của tiểu đoàn 6e BPC, đã lập tức nổ súng đánh trả, bắt tiểu đoàn dù 6 phải dán mình trên mặt đất. Bigeard buộc phải trở lại kế hoạch cũ. Pháo ở Mường Thanh bắn dữ dội rồi xe tăng tiến lên mở đường. Xe tăng tràn qua trận địa chia cắt trung đội, lính dù bám theo xe tăng chia thành nhiều toán nhảy xuống chiến hào. Các chiến sĩ trung đội 8 chụm lại ở một ngã ba chiến hào bố trí trung liên, tiểu liên thành một vòng tròn, mặc cho những chiếc xe tăng vượt qua, nhắm bọn lính dù nổ súng.
Cùng lúc đó, trận địa phòng không trống trải của đại đoàn ở phía sau cũng nằm dưới hỏa lực đạn pháo của xe tăng. Những người lính phòng không chỉ được trang bị trọng liên 12,7 mm bắn máy bay, giờ phải dùng vũ khí cá nhân chiến đấu với xe tăng và bộ binh địch.
Đại đội trưởng Quỳ và chính trị viên Phú của đơn vị phòng không hạ lệnh cho tất cả xạ thủ hạ thấp nòng súng máy cao xạ nhắm vào những chiến xe tăng và bộ binh địch, nhưng đạn súng máy 12,7 ly không thể bắn thủng giáp xe tăng. Đại đội trưởng và chính trị viên đều bị thương nặng. Các chiến sĩ, kể cả những người đã bị thương, phải giật dây lựu đạn chờ xì khói rồi mới ném thẳng vào quân địch. Cuối cùng, lựu đạn cũng hết. Các chiến sĩ dùng cả búa, kìm,cờ lê, chân súng gãy... đánh giáp lá cà. Cuộc chiến đấu kéo dài tới 2 giờ chiều.
Trận đánh diễn ra hoàn toàn bất ngờ. Đại bộ phận tiểu đoàn 322 sau một đêm đào trận địa mệt mỏi đang nghỉ ở hậu cứ, khi có người từ trận địa chạy về báo tin, mới vận động tiến ra phản kích với sự trợ lực của súng cối 120 ly. Bộ đội xung phong đánh bật dần quân Pháp khỏi chiến hào trục. Thấy đối phương kéo tới đông, Bigia lập tức ra lệnh rút lui.
Trận phản kích của Bigeard được quân viễn chinh coi là thắng lợi, một chiến thắng hầu như duy nhất tại Điện Biên Phủ trong suốt thời gian này. QĐNDVN tổn thất hơn 100 người chết và một số tương đương bị thương. Pháp có 20 lính chết và 97 bị thương, trong đó có 5 sĩ quan. Nếu cộng với số thiệt hại trước đó trong tuần thứ hai lắng dịu sau đợt tiến công phân khu bắc, quân Pháp tại Điện Biên Phủ đã mất thêm tổng số 522 người, gần tương đương với một tiểu đoàn. Đây là trận phản kích lớn cuối cùng của Pháp ở Điện Biên Phủ trước khi cuộc tiến công đợt 2 bắt đầu.

### Trận phản công ngày 31-3 của Pháp
Đêm 30 tháng 3, QĐNDVN đánh thẳng vào các vị trí tiền tiêu phía đông Mường Thanh, tiêu diệt một mảng các vị trí C, D, E và một phần A1. Cuộc chiến đấu ác liệt đang diễn ra giữa ban ngày và các đêm sau. Để cứu nguy Mường Thanh đang bị tấn công dồn dập, sáng 31 tháng 3, quân Pháp ở Hồng cúm theo cánh đồng Điện Biên đánh ra Bản Noong Nhai, nhằm tiến lên phía nam Mường Thanh, định thọc một mũi dao vào lưng QĐNDVN đang chiến đấu ở đồi A1.
Cho đến ngày 31 tháng 3, QĐNDVN đã xây đắp gần xong các giao thông hào và chiến hào từ chân núi phía đông đến chân núi phía tây, băng qua cánh đồng Điện Biên Phủ, phá hỏng sân bay và cắt đứt đường liên lạc giữa Hồng Cúm với Mường thanh. Cái thế "tựa vào nhau" giữa hai cụm cứ điểm chỉ có thể thực hiện bằng sự chi viện pháo binh nữa thôi, còn hoạt động của bộ binh và các mặt khác gần như hoàn toàn không liên hệ gì với nhau nữa.
Mở đầu trận tấn công lần này, pháo binh và xe tăng Pháp bắn dữ dội. Nhiều công sự bị phá, nhiều đoạn giao thông hào bị sạt. Một tiểu đoàn bộ binh và 3 chiếc xe tăng tiến lên, băng qua cánh đồng bằng phẳng, vừa tiến vừa bắn vào chiến hào. Phía tây sông Nậm Rốm, một đại đội khác đánh ra, xông lên thành một cánh hỗ trợ cho mũi bên này sông.
QĐNDVN có 3 trung đội của đại đội 19 thuộc tiểu đoàn 265, bố trí phòng ngự dọc chiến hào. QĐNDVN dùng các loại súng bắn thẳng bắn tỉa diệt bộ binh địch, còn xe tăng thì để đến gần sẽ dùng ĐKZ và mìn để tiêu diệt, quyết bám chặt chiến hào, lợi dụng công sự để tiêu hao địch.
Cuộc chiến đấu diễn ra gay go. Lính lê dương bị sát thương nhiều, không tiến lên được; xe tăng không có bộ binh yểm hộ phải lùi lại để lấy cự ly bắn vào công sự. Đến 8 giờ sáng, một bộ phận lính Pháp tiến được vào giao thông hào. Đại đội trưởng Lâm Chín dẫn đầu bộ đội phản kích mấy lần. Trận chiến đấu giáp lá cà diễn ra ngay trong chiến hào. Quân Pháp còn sống sót rút lui, xe tăng bị thương một chiếc cũng phải rút.
Địch chấn chỉnh lại đội ngũ, mở đợt xung phong thứ hai. Bộ binh và xe tăng ồ ạt tiến lên, xe tăng dùng lối ngắm bắn trực tiếp bắn rất chuẩn trúng vào các ụ súng của QĐNDVN. Để chống chọi với quân địch có ưu thế về binh lực và hỏa lực đang tấn công mãnh liệt, QĐNDVN bình tĩnh để cho địch tiến đến gần khoảng 20 mét mới dùng súng trường, tiểu liên bắn diệt bộ binh. Họ thay đổi chỗ đứng từ ụ súng này qua ụ súng khác, tránh mục tiêu của xe tăng. Có những chiến sĩ đã lấy đất đắp thành những ụ súng giả để nghi binh lừa địch, thu hút hỏa lực của xe tăng, còn bộ binh thì chia thành từng tổ nhỏ, tiến lên theo các hào giao thông dọc, dùng tiểu liên quét vào từng nhóm bộ binh. Cứ thế đến cuối ngày, quân Pháp buộc phải rút lui.
Quân Pháp lại mở đợt xung phong lần thứ ba. Pháo và xe tăng bắn sập hết các ụ súng. Chiến hào nhiều đoạn bị san thành bãi phẳng. Phía QĐNDVN, lựu đạn và đạn của thương binh được thu thập dồn lại cho những người còn chiến đấu được. Súng máy và súng trường thừa (vì số người bị thương vong mỗi giờ một tăng lên) được các chiến sĩ đưa bố trí sẵn lên mép chiến hào, để họ bắn chỗ này xong lại nhảy qua bắn chỗ khác, tức là thay đổi chỗ bắn mà không phải vác súng đi theo, làm như vậy để gây ấn tượng cho địch tưởng lầm quân số đông, thực tế thì QĐNDVN chỉ có hơn một đại đội mà số thương vong mất gần một nửa.
Đợt chiến đấu lần này không còn tình trạng kéo dằng dai như trước. Quân Pháp tiến nhanh, tiến ồ ạt, vừa dùng xe tăng và đại liên bắn dữ dội, vừa cho từng phân đội bộ binh thọc lên chiến hào. Quân Pháp chọc thủng trận địa, một trung đội QĐNDVN chiến đấu phía tây đường 41 bị đánh dồn xuống suối, một tiểu đội bị thương vong gần hết. Đại đội trưởng Lâm Chín hy sinh dưới làn đạn trong khi đang dẫn đầu bộ đội đánh phản kích.
QĐNDVN cố giữ vững từng đoạn chiến hào, dùng lưỡi lê gánh giáp lá cà khi địch đột nhập được vào trận địa. Nhưng quân Pháp lại được tăng viện, ào ạt xông lên chiếm chỉ huy sở đại đội, chính trị viên Nguyễn Ích và chính trị viên phó đều hy sinh tại trận.
Giữa lúc ấy, đại đội 59 của tiểu đoàn 418 được sự chỉ huy của tiểu đoàn phó Bùi Công Tiết từ chân núi tiến ra, xông qua lưới lửa đạn đại bác và súng cối dày đặc, chọc vào sườn địch, đánh bật quân Pháp ra khỏi chiến hào, khôi phục lại trận địa.
Pháp mở đợt xung phong thứ tư, bị đánh cho thương vong một số phải rút lui, rồi lại mở đợt xung phong thứ năm. Lần này QĐNDVN để quân Pháp lọt vào chiến hào, rồi các bộ phận nhỏ vòng lên phản kích vào cạnh sườn, quân Pháp hoảng hốt bỏ chạy. QĐNDVN thừa thắng xung phong mãnh liệt, diệt một số, bắt 7 tù binh, thu nhiều chiến lợi phẩm.
Trận đánh kết thúc vào lúc 13 giờ rưỡi. Quân Pháp chết và bị thương 80 lính, bỏ lại trận địa nhiều xác chết, trong đó có 2 sĩ quan. Phía tây sông Nậm Rốm, quân Pháp bị một đại đội của tiểu đoàn 346 phục kích, chết 10 lính và cũng phải rút.

### Giai đoạn bao vây
Quân Pháp đã sử dụng sức mạnh tối đa của bom, đạn và các đơn vị phản kích ngăn cản công việc xây dựng trận địa của QĐNDVN. Chỉ trong năm ngày từ 28 tháng 3 đến 2 tháng 4, quân Pháp đã mất 2.093 người. Phân khu Hồng Cúm tuy chưa trực tiếp bị tiến công, từ 2.000 quân cũng chỉ còn khoảng 1.600.
Nhưng mỗi ngày qua, các đường hào lại kéo dài thêm. Phân khu nam Hồng Cúm đã hoàn toàn bị cắt khỏi khu trung tâm. Để bảo vệ trận địa, các đơn vị QĐNDVN đã chuyển nơi trú quân ra ở ngay tại những đường hào mới đào xong. Không riêng bộ binh xây dựng trận địa chiến hào để tiếp cận quân địch, một số đơn vị lựu pháo cũng rời bỏ những căn hầm vững chắc trên các dãy núi Tà Lắng, Pú Hồng Mèo, tới những vị trí mới ở gần mục tiêu hơn, chuẩn bị cho đợt tiến công sắp tới. Đại đội lựu pháo 804 chiếm lĩnh vị trí sát Him Lam. Hai đại đội lựu pháo 801, 802 chuyển pháo từ phía đông sang trận địa mới ở phía tây, nằm ngay sau Bản Kéo. Ờ phía đông nam, đại đội lựu pháo 805 cũng cơ động từ trên núi Pú Hồng Mèo xuống gần Hồng Cúm.
Hệ thống đường hào ngày một đan dày chi chít thành đường ngang nẻo dọc, ba bề bốn bên vây chặt quân Pháp vào giữa. Hệ thống đường hào lúc đầu còn xa đồn 400-500 mét, rồi tiến vào gần có 40-50 mét, rồi chạy dọc theo hàng rào, rồi luồn qua hàng rào, chọc thẳng vào đồn. Hệ thống đường hào ấy tiến lên ngày càng mở rộng phạm vi hoạt động của QĐNDVN và ngày một thu hẹp phạm vi hoạt động của Pháp.
Quân Pháp mạnh hơn về pháo binh, xe tăng, máy bay, nhưng bị bao vây, phạm vi hoạt động ngày một bị thu hẹp lại, việc giải quyết tiếp tế gấp nhiều khó khăn; nếu vòng vây thắt chặt hơn nữa thì giống như "thòng lọng thắt cổ" bằng cách bóp chết việc tiếp tế bằng máy bay, khiến quân Pháp lâm vào chỗ vô cùng khốn quẫn.
Khi trời sắp tối, từng tốp bộ đội lặng lẽ ra khỏi rừng cây khe suối, chia làm hai bộ phận, một bộ phận lớn tỏa ra các cánh đồng, dùng cuốc, xẻng đào công sự, một bộ phận khác tìm trận địa bố trí các cụm súng, sẵn sàng bắn trả khi Pháp bắn vào các phân đội đang đào công sự.
Chiến hào của QĐNDVN mỗi giờ một nhích gần vào đồn, khiến Pháp dùng đủ các thứ súng bắn vào bộ đội. QĐNDVN phải tìm đủ các phương pháp tự che phòng.
- Cách thứ nhất là mỗi người đào nhanh một cái hố cá nhân để tránh đạn, rồi từ hố cá nhân ấy mà đào dài ra thành chiến hào.
- Cách thứ hai là dùng nứa và rơm bó thành từng bó tròn lấy đất bùn trát vào, đặt trước mặt làm cái "bình phong" che đạn địch.
- Cách thứ ba là đẵn những súc gỗ tròn lớn, đặt trên miệng giao thông hào, giao thông hào tiến đến đâu lăn súc gỗ đến đó, biến súc gỗ thành cái nắp hầm "cơ động" để tránh đạn và lựu đạn địch. Ngoài ra, mỗi khi địch bắn thì tổ hỏa lực phải bắn trấn áp, hoặc cho bộ phận nhỏ bắn nghi binh thu hút hỏa lực địch về hướng khác để bộ phận đào công sự có thể tiến hành công việc "yên tĩnh" hơn.

QĐNDVN lập ra nhiều tổ bắn tỉa gồm các chiến sĩ thiện xạ, dựa vào công sự tiến vào sát đồn địch, bắn tỉa từng tên một. Các tổ thiện xạ hoạt động liên tục, khắp nơi, hễ có địch xuất hiện là tiêu hao dần sinh lực của chúng. Một tổ bắn tỉa ghi lại hoạt động:
- Ngày 15 tháng 4, tổ bắn tỉa ra Suối Cụt hoạt động. Năm giờ sáng, một tiểu đội Pháp ra lấp công sự bị trung liên bắn tỉa, chết 3 lính. Sáng hôm sau hạ tiếp ba lính tại chỗ.
- Ngày 18 tháng 4, tổ bố trí sát hàng rào, quân Pháp ở dưới hầm hễ bò lên là bị bắn ngã. Hôm sau nữa, một tiểu đội Pháp bò ra hàng rào bố trí khẩu trung liên, bị bắn ngã 2, số còn lại vác súng chạy.
- Một số chiến sĩ như Túc bắn được 4 lính, Lực bắn được 3, Hát bắn 3, Tiến bắn 4 lính…

Việc quan trọng nhất của Pháp là đánh ra để giành dù tiếp tế. Vì số dù máy bay thả xuống rơi vào tay QĐNDVN ngày một nhiều, ví dụ: ngày 31 tháng 3, Pháp thả được 39 dù, QĐNDVN thu 13; ngày 1 tháng 4, thả được 130 dù, QĐNDVN thu 50 dù; ngày 2 tháng 4, thả được 290 dù, QĐNDVN thu 85 dù… Ngoài số dù QĐNDVN thu được, một số khác rơi vào quãng "trung gian" giữa 2 bên, không bên nào lấy được, nên số dù tiếp tế Pháp thu vào không giải quyết được yêu cầu tối thiểu.
Chung quanh cụm cứ điểm Hồng Cúm, các chiến sĩ súng trường, súng máy, sơn pháo, các cỡ súng cối lớn nhỏ săn sàng chờ quân Pháp xuất hiện là bắn. Sau nhiều lần bị đánh lừa, ban ngày quân Pháp không dám nhô đầu lên khỏi chiến hào. QĐNDVN chui qua hàng rào cắm cờ, chờ lính Pháp bò ra nhổ cờ là nổ súng. Quân Pháp liền bỏ mặc những lá cờ tiếp tục bay trong cứ điểm. Mỗi lần đi thu nhặt dù, Pháp phải tổ chức như một trận đánh, có xe tăng đi kèm và pháo bắn hợp đồng.
Ngày 15 tháng 4, lúc 16 giờ, một chiếc C-119 bay đến lượn mấy vòng rồi thả xuống một loạt dù, trong đó có một chiếc dù đỏ rơi gần trận địa QĐNDVN. Nó được đưa về trụ sở trung đoàn. Trong hòm toàn những gói quà gồm thuốc lá, rượu, xúc xích, áo may ô, lưỡi dao cạo râu, và một lá thư màu hồng của vợ Đờ Cát gửi cho chồng nhân dịp được thăng lên Thiếu tướng. Số hàng này được giữ lại và trao cho Đờ Cát 1 tháng sau, khi ông ta đã trở thành tù binh.
Trung đoàn 57 đoạt được khá nhiều dù tiếp tế, có ngày thu được trên 3 tấn hàng các loại từ thực phẩm, đồ hộp tới đạn dược. Kể từ 30 tháng 3 trở đi, một số đơn vị của đại đoàn 304 đã thu xung quanh Hồng Cúm 776 kiện hàng gồm đạn pháo 105 ly, đồ hộp... tổng cộng khoảng 60 tấn. Sơ kết đợt hoạt động nhỏ tại Hồng Cúm trong tháng 4, đại đoàn 304 đa thu được 600 viên đạn pháo 105 ly, 3.000 viên đạn súng cối 120 và 81 ly, hàng tấn đạn các cỡ khác, hàng chục tấn lương thực, thuốc men, và diệt trên 200 lính Pháp.
Những chiến hào của trung đoàn 57 mỗi ngày càng tiến vào gần, đã xuyên qua hàng rào khu C, nhắm thẳng tới những lô cốt. Ban ngày, Pháp đưa xe tăng, bộ binh ra lấp chiến hào rồi cài mìn đánh bẫy. Ban đêm, Pháp tổ chức từng toán nhỏ phục kích ngay ở mũi các chiến hào. QĐNDVN liền thay đổi giờ hoạt động, thay đổi vị trí đào khi thì đào từ ngoài vào, khi đào từ trong ra, bố trí lực lượng chống phục kích.
4 giờ sáng ngày 16 tháng 4, hai đại đội lê dương lợi dụng lúc trời, chia thành hai mũi đột nhập vào chiến hào của đại đội 54. Một toán đến gần vị trí chỉ huy đại đội. Đại đội đã kịp thời ra lệnh cho các trung đội nhanh chóng tản ra hai bên, dùng súng cối 60 ly và trung liên bắn trả, hình thành hai mũi đánh vòng trở lại. Một trung đội ở phía sau nghe tiếng súng nổ lập tức nhanh chóng tiến ra tiếp viện. Một tổ làm nhiệm vụ bắn tỉa cũng tự động chạy tới phối hợp. Quân Pháp đang chống đỡ phía trước bất thần bị một mũi đánh thọc sườn, sợ bị sa bẫy hoảng hốt rút chạy về cứ điểm, để lại trận địa hàng chục lính chết.
Ngày 19 tháng 4, xe tăng và bộ binh Pháp lại đánh ra. Đại đội 17 nấp ở chiến hào đợi bộ binh đến gần ném lựu đạn tiêu diệt, một bộ phận khác vòng lên dùng ĐKZ bắn xe tăng, xe tăng bị thương phải rút lui. Ở phía tây, trong 3 ngày liền, Pháp dùng các phân đội nhỏ đánh ra, cố phá hoại những chiến hào, nhưng lần nào cũng bị các tổ bắn tỉa của tiểu đoàn 346 đánh diệt từng bộ phận. Đêm 19 tháng 4, một toán lính dù Pháp rơi đúng vào trận địa của đại đội 19, toàn bộ bị bắt sống.
Ngày 24 tháng 4, André Lalande kiểm điểm lại lực lượng, thấy vẫn còn tổng số 1.400 quân, 8 khẩu pháo 105 ly và 2 xe tăng, một lực lượng không nhỏ trong tình hình của tập đoàn cứ điểm. Viên đại tá mới được thăng chức quyết định mở một trận đánh giải tỏa. Ngày 26, bốn trong số những trung đội Bắc Phi khá nhất được lựa chọn tiến công vào những chiến hào ở phía tây bắc ldnhen 5 (Khu C). Lalăng được báo cáo tại đây chỉ có một đường hào. Nhưng khi lính của đại đội 9 Algérie đột nhập thì thấy lọt giữa hai tuyến chiến hào, họ phải yêu cầu quân cứu viện mới chạy thoát về Isdabell. Lalăng quyết định phải kỷ luật một số kẻ hèn nhát để làm gương. Viên trung úy Benhabích (Benthabich) chỉ huy đơn vị này được gọi tới. Lalăng ra lệnh chọn hai người trong số những kẻ bỏ chạy để xử bắn. Một số sĩ quan Pháp tỏ vẻ đồng tình.
Benhabích trở về đại đội rồi quay lại nói: "Tôi không thể chỉ định ai. Nếu cần bắn thì bắn tất cả. Khi những người lính lê dương của ông cũng không chọc thủng được vòng vây và chạy trốn như thỏ, thì không thể bắn bất cứ ai! Không một người Algérie nào chấp nhận cách đối xử không công bằng đó". Rồi viên trung uý nói thêm: "Thưa đại tá, hãy tin tôi, chúng ta không được phép hoang phí số binh lính ít ỏi hiện có. Cứ mất bốn người thì chúng ta mới được thả dù có một người!" Lalande buộc phải hủy quyết định.
Ngày 25-4-1954, máy bay Pháp ném bom trúng bản Noong Nhai, giết hại 444 người, hầu hết là người già, phụ nữ và trẻ em đang tập trung ở đây.

### Giai đoạn cuối
Từ ngày 1 tháng 5, QĐNDVN mở giai đoạn 3 của chiến dịch. Trung đoàn 57 có nhiệm vụ kiềm chế pháo Hồng Cúm và đánh "lấn dần" vào đồn C, nhằm làm cho Pháp không chi viện được hỏa lực và binh lực cho Mường Thanh.
Rút kinh nghiệm mấy trận trước, việc kiềm chế pháo binh lần này được tổ chức chặt chẽ hơn. Ngoài hai khẩu pháo được cấp trên tăng cường, trung đoàn 57 tập trung súng cối tổ chức ra nhiều cụm, bố trí sát ngay đồn để tiện bắn vào trận địa pháo Pháp. Trong ngày 1 tháng 5, trước giờ tấn công, pháo và các cụm súng cối bí mật chuẩn bị trận địa, đặt kế hoạch và phần tử bắn chu đáo.
Tối mồng 1 tháng 5, ở Hồng Cúm, pháo và súng cối của QĐNDVN đều nhằm vào trận địa pháo trong đồn Pháp mà bắn mãnh liệt, bắn dồn dập. Hai kho đạn và dầu trong đồn bốc cháy. Sau đợt bắn mãnh liệt đó, các khẩu pháo thay nhau bắn "điểm xạ", các cụm cối cũng lần lượt bắn từng hồi. Kết quả: trong số 12 khẩu pháo 105 ly của Pháp, một phần bị hỏng, số pháo thủ chết và bị thương quá một nửa, pháo binh Pháp gần như bị tê liệt, có lúc chỉ bắn được 2-3 khẩu, có lúc không bắn được khẩu nào. Do đó, ưu thế hỏa lực bị giảm sút hẳn; việc chi viện hỏa lực của Hồng cúm đối với Mường Thanh gần như không thực hiện được.
Ngoài việc kiềm chế pháo, QĐNDVN cho một tiểu đoàn đánh theo kiểu "lấn dần" vào đồn C, nhằm tiêu hao lực lượng địch. Đồn C do hai đại đội Thái chiếm giữ, cách đồn A một cái cầu dài 40 mét bắc qua sông Nậm Rốm và cách đồn B một con đường cái. QĐNDVN chủ trương đánh "lấn dần" là để khiến quân Pháp phải đối phó tại chỗ, không còn thời gian để tổ chức hỏa lực hoặc binh lực cứu trợ cho Mường Thanh được nữa, chứ không đặt vấn đề tiêu diệt vị trí đó.
Vào lúc 12 giờ đêm, tiểu đoàn 418 do Hoàng Đượm chỉ huy, chia làm hai mũi mở cuộc tấn công vào đồn C, mũi chính đánh vào phía đông bắc, mũi phụ đánh vào phía đông nam. Nhưng mũi đông nam vì giao thông hào chưa bám sát đồn, tuyến xuất phát xung phong quá xa nên bộ đội tiến lên mấy lần đều bị đánh bật lại.
Mũi chính của đại đội 60 bí mật tiến sát hàng rào, phá dây kẽm gai, bộc phá liên tục, mở cửa vào. Súng không giật bắn sập hai ụ đại liên. Trung đội trưởng trung đội bộc phá Nguyễn Viết Thìn chạy lên chạy về kiểm tra và chỉ huy đánh mấy chục quả bộc phá rồi trúng bị đạn hy sinh giữa lúc chưa mở xong cửa đột phá. Tiểu đội trưởng Quy lên thay, chỉ huy các tổ tiếp tục xông vào phá hàng rào.
Nhưng bãi dây thép gai quá dày, cửa đột phá mở hơi chệch hướng, nên đơn vị đánh hết sạch bộc phá trong tay vẫn chưa đánh thông cửa vào. Súng Pháp tập trung bắn vào hướng cửa mở nhằm bịt đường tiến. Chiến sĩ Vệ, tiểu đội trưởng đội đột kích 2 xông lên, dùng chăn và bì gai vắt qua hàng rào, lao mình vượt qua chướng ngại. Các chiến sĩ khác theo tiểu đội trưởng xông lên, đánh chiếm hai dãy chiến hào, phát triển vào trung tâm.
Trận đánh trong các chiến hào diễn ra hết sức ác liệt. Trung đội phó Hưng bị thương ở tay và chân phải dùng răng cắn chốt lựu đạn rồi lấy chân hất vào địch. (sau chiến dịch, Hưng được tặng thưởng chiếc chăn len của thanh niên quốc tế tặng, chiếc chăn hiện được trưng bày ở phòng truyền thống của sư đoàn 304). Y tá Đột, cứu thương Đông cõng thương binh ra khỏi trận địa hàng chục lần. Đột hy sinh tại trận, trên lưng vẫn còn cõng thương binh.
Đến hai giờ sáng, QĐNDVN chiếm gần hết đồn C. Hơn 30 lính Thái chết tại trận. Số còn lại rút về cố thủ vào các ụ súng và chiến hào cuối cùng dọc bờ sông. Quân Pháp dùng lưới lửa dày đặc bên kia sông bắn qua ngăn chặn cuộc tấn công. Tiểu đội trưởng Quy, chỉ huy đánh bộc phá, xông lên treo cờ lên đồn nhưng bị trúng đạn, hy sinh tại chỗ tay vẫn nắm chặt cán cờ. Một chiến sĩ khác đỡ ngọn cờ tiến lên, cũng bị thương, không trèo lên cột cờ được. Dưới quyền chỉ huy của trung đội trưởng trung đội mũi nhọn Vệ, các chiến sĩ còn lại đứng quây tròn thành một cái trụ, công kênh nhau để cho Vệ lên treo được lá cờ lên cái cột cao giữa đồn. Treo xong, Vệ cũng bị thương vào vai.
Trời sắp sáng. QĐNDVN rút lui, chiếm giữ hai dãy chiến hào và hai lô cốt ở ven phía đông, củng cố công sự, chuẩn bị đối phó với Pháp vào ban ngày.

## Kết quả
Tới ngày 5-5, sự thất thủ của Pháp chỉ còn tính từng ngày. Quân Pháp ở Hồng Cúm lúc này do Hà Nội trực tiếp chỉ huy, có ý định tổ chức phá vây chạy thoát sang Thượng Lào. Trung đoàn 57 có nhiệm vụ ngăn không cho quân Pháp chạy thoát.
5 giờ chiều ngày 7-5, quân Pháp ném vũ khí xuống sông Nậm Rốm và có nhiều đám cháy trong cứ điểm. Chính ủy Lê Chưởng nói với tham mưu trưởng: "Ta lệnh cho chúng đầu hàng. Nếu ngoan cố sẽ bị tiêu diệt". Lệnh được truyền xuống các đơn vị. Tiếng loa vang lên: "Mường Thanh đã đầu hàng! Đờ Cát đã bị bắt! Hồng Cúm đầu hàng thì sẽ không bị tiêu diệt!".
Quân Pháp vẫn im lặng. QĐNDVN dùng vô tuyến điện gọi, Pháp trả lời: "Chúng tôi sẵn sàng hạ vũ khí. Nhưng đề nghị các ông cho mượn đường sang Lào." Chính ủy Lê Chưởng hạ lệnh cho pháo bắn. Quân Pháp không chống cự. Bộ đội được lệnh tiến vào trong cứ điểm. Nhưng chỉ còn lại lính bị thương. Cách đó một tuần lễ, Pháp cho người vào bản Cò Mỵ truyền mộ người dẫn đường qua Phông-xa-lỳ. Quân Pháp không qua mắt được Bộ Tổng tư lệnh QĐNDVN, họ đã ra lệnh cho một bộ phận binh lực ra đóng ở Tây Trang, bịt kín con đường cheo leo độc đạo từ Tây bắc qua Thượng Lào đề phòng quân Pháp bên kia tràn qua, bên này rút chạy, nên quân Pháp không thể nào thoát được.
Trung đoàn trưởng 57 hạ lệnh cho bộ đội đốt đuốc truy tìm quân Pháp. Du kích và nhân dân những bản xung quanh Hồng Cúm cũng chủ động phối hợp, dẫn đường cho bộ đội đuổi bắt Tây. Nhưng thực ra quân Pháp không ở đâu xa. Pháo bắn mạnh, các công sự trong các cứ điểm đều đổ sụp nên Ladale đã ra lệnh cho tất cả binh lính chạy ra chung quanh cứ điểm để tránh pháo.
24 giờ, Lê Chưởng gọi điện thoại báo cáo: đã bắt được toàn bộ quân Pháp ở Hồng Cúm, trong đó có cả Lalăng, chỉ huy phó của tập đoàn cứ điểm, đặc trách phân khu Hồng Cúm.